# Ржаница
Ржа́ница — село в Жу́ковском районе Брянской области. Административный центр Ржаницкого сельского поселения.

## География
Расположено в 3 км от русла Десны, на её притоке — Ржанице (отсюда название).

## История
С 1963 по 2003 год имело статус посёлка городского типа.
Возникло в 1860-х гг. как посёлок при строительстве Орловско-Витебской железной дороги (полустанок с 1870 года, ныне станция Ржаница); своего храма не имело. С 1904 года возникает деревообрабатывающее производство, с 1949 года — лыжная фабрика.

## Население
| 1970 | 1979  | 1989  | 2002  | 2010  | 2013  | 2021  |
| ---- | ----- | ----- | ----- | ----- | ----- | ----- |
| 3839 | ↘3765 | ↘3215 | ↗5388 | ↘5032 | ↘4959 | ↘4262 |

| Годы      | 1926 | 2012 |
| --------- | ---- | ---- |
| Население | 258  | 5022 |